# Haitianisch-palästinensische Beziehungen
Die haitianisch-palästinensischen Beziehungen beschreiben das bilaterale Verhältnis zwischen der Republik Haiti einerseits und dem De-facto-Staat Palästina andererseits.
Die im Jahr 1804 von Frankreich unabhängig gewordene Republik Haiti und der 1988 ausgerufene Staat Palästina unterhalten seit dem 27. September 2013 diplomatische Beziehungen. Die entsprechende gemeinsame Erklärung wurde von den Außenministern beider Länder, Pierre-Richard Casimir für Haiti und Riyad al-Maliki für Palästina, bei den Vereinten Nationen in New York City unterschrieben und bedeutete gleichzeitig die völkerrechtliche Anerkennung des Staats Palästina durch Haiti.
Es wurden keine diplomatischen oder konsularischen Vertretungen im jeweils anderen Land eingerichtet.

## Vorgeschichte und Stand
Haiti spielte eine kleine, aber nicht unbedeutende Rolle bei der Rettung jüdischer Leben während der Diktatur des Nationalsozialismus in Deutschland. Ab 1938 wurde jüdischen Flüchtlinge aus Mitteleuropa mit Hilfe jüdischer Organisation der Weg nach Haiti ermöglicht. Erst der Beginn des Zweiten Weltkriegs brachte die Auswanderung zum Erliegen. Etwa 150 Juden hatten den Weg in das karibische Land gefunden.
In Haiti leben laut Volkszählung des Jahres 2015 etwa 257.000 Menschen arabischer Herkunft. Zu dieser Gruppe, die sich aus Menschen syrischer, libanesischer und palästinensischer Herkunft zusammensetzt, gehören prominente Persönlichkeiten mit Wurzeln in Palästina:
- Samir Handal, ein Wirtschaftsmagnat, dessen Familie vor allem Handelsgeschäfte betreibt. Nach der Ermordung des haitianischen Präsidenten Jovenel Moïse wurde Handal als Mittäter verhaftet,[5] später jedoch entlassen;
- Antoine Izméry, ein wohlhabender haitianisch-palästinensischer Unternehmer, war in den frühen 1990er Jahren ein ausgesprochener Unterstützer des ehemaligen Präsidenten Jean-Bertrand Aristide;
- Nathalie Handal ist eine in Haiti geborene Dichterin, Schriftstellerin und Dramatikerin, die unter anderem den Palestine Book Award und den Arab American Book Award erhielt;
- Roger Jaar entstammt einer Familie aus Bethlehem und ist ein erfolgreicher Geschäftsmann[6] in Haiti;
- Issa El-Saieh war ein „Maestro“ genannter haitianischer Musiker und Kunstsammler palästinensischer Abstammung.

Am 20. September 2011 kam es im haitianischen Senat zu der Abstimmung über eine Resolution zugunsten der Gründung eines palästinensischen Staates. Die Regierung wurde aufgefordert, den neuen Staat zu unterstützen. Die Parlamentarier hatten die Exekutive explizit aufgefordert, dem Ständigen Vertreter bei den Vereinten Nationen die Anweisung zu erteilen, bei einer anstehenden Abstimmung dort für Palästina zu votieren. Diese Haltung würde laut den Parlamentariern Haiti Ehre machen, das bereits zweimal eine entscheidende Rolle bei früheren Sitzungen gespielt hatte, bei denen es um die Gründung der Staaten Israel und Libyen gegangen war. Der Antrag war von Senator Andris Riché (Grand’Anse) eingebracht und von Senator Anick François Joseph (Artibonite) unterstützt worden. Er wurde von 21 der 25 Senatoren (4 Enthaltungen) angenommen.
Am 29. November 2012 wurde in den Vereinten Nationen der Status der Delegation der Palästinensische Befreiungsorganisation als Staat Palästina zum Beobachterstaat (‚non member observer state‘ status) aufgewertet (UN-Resolution 67/19). Der Antrag des palästinensischen Präsidenten Mahmud Abbas erhielt in der Generalversammlung 138 Ja- und neun Nein-Stimmen bei 41 Enthaltungen und fünf Abwesenheiten.
Die Republik Haiti hat Palästina ihre Stimme nicht gegeben. Niemand aus der Regierung übernahm die Verantwortung für die Stimmenthaltung. Der mit Präsident Martelly auf Reisen in Kuba gewesene Außenminister Casimir sagte später, er habe Anweisung zur positiven Stimmabgabe Haitis gegeben, diese sei jedoch nicht angekommen. Darüber hinaus bestätigte der Außenminister, dass er vergeblich versucht habe, die Ständige Vertretung Haitis bei den Vereinten Nationen telefonisch zu erreichen. Der Ständige Vertreter, Botschafter Léo Mérorès, nahm aus Krankheitsgründen nicht an der Sitzung der Generalversammlung teil. Sein Stellvertreter habe „nach bestem Wissen und Gewissen beschlossen“, sich bei der Abstimmung der Stimme zu enthalten.
Die Anerkennung des Staates Palästina durch Haiti und Aufnahme diplomatischer Beziehungen erfolgte zehn Monate später.
Die Regierung Haitis verurteilte den Terrorangriff der Hamas auf Israel 2023 am 10. Oktober 2023 auf dem sozialen Netzwerk X mit den Worten: „Nichts kann blinde und wahllose Angriffe auf wehrlose Zivilisten, unschuldige alte Menschen, Frauen und Kinder oder Entführungen rechtfertigen. Die haitianische Regierung fordert die Protagonisten auf, alles zu tun, um die Eskalation zu entschärfen und eine Ausweitung des Konflikts auf die gesamte Region zu vermeiden.“